# Хольцзусра
Хольцзусра (нем. Holzsußra) — община в Германии, в земле Тюрингия. 
Входит в состав района Кифхойзер.  Население составляет 276 человек (на 31 декабря 2010 года). Занимает площадь 9,93 км².